# ترينيداد (تكساس)
ترينيداد (بالإنجليزية: Trinidad)‏ هي مدينة أمريكية تقع في ولاية تكساس.تبلغ مساحة هذه المدينة 39.1 (كم²)،ويبلغ عدد سكانها 1091 نسمة حسب إحصاء سنة 2010 م. تشير إحصاءات سنة 2000م بأن الكثافة السكانية في هذه المدينة تقدر بـ(28.4) نسمة/كم2.

## التركيبة السكانية
حدّد مكتب تعداد الولايات المتحدة بيانات التركيبة السكانية لترينيداد في تعداد الولايات المتحدة. في ما يلي، التركيبة السكانية حسب تعدادي 2000 و2010.

### تعداد عام 2000
بلغ عدد سكان ترينيداد 1,091 نسمة بحسب تعداد عام 2000، وبلغ عدد الأسر 430 أسرة وعدد العائلات 298 عائلة مقيمة في المدينة. في حين سجلت الكثافة السكانية 27.9 نسمة لكل كيلومتر مربع (72.3/ميل2). وبلغ عدد الوحدات السكنية 474 وحدة بمتوسط كثافة قدره 12.1 لكل كيلومتر مربع (31.3/ميل2).
وتوزع التركيب العرقي للمدينة بنسبة 83.13% من البيض و13.02% من الأمريكيين الأفارقة و0.55% من الأمريكيين الأصليين و2.47% من الأعراق الأخرى و0.82% من عرقين مختلطين أو أكثر و6.60% من الهسبانيون أو اللاتينيون من أي عرق.
بلغ عدد الأسر 430 أسرة كانت نسبة 40.9% منها لديها أطفال تحت سن الثامنة عشر تعيش معهم، وبلغت نسبة الأزواج القاطنين مع بعضهم البعض 47.2% من أصل المجموع الكلي للأسر، ونسبة 17.9% من الأسر كان لديها معيلات من الإناث دون وجود شريك، بينما كانت نسبة 4.2% من الأسر لديها معيلون من الذكور دون وجود شريكة وكانت نسبة 30.7% من غير العائلات. تألفت نسبة 28.6% من أصل جميع الأسر من عدة أفراد يعيشون في نفس المنزل ونسبة 14.4% كانت تتألف من شخص يعيش بمفرده يبلغ من العمر 65 عاماً أو أكثر. وبلغ متوسط حجم الأسرة المعيشية 2.54، أما متوسط حجم العائلات فبلغ 3.14.
بلغ العمر الوسطي للسكان 34.0 عاماً. وكانت نسبة 29.5% من القاطنين تحت سن الثامنة عشر، وكانت نسبة 9.3% بين الثامنة عشر والرابعة والعشرين عاماً، ونسبة 25.5% كانت واقعةً في الفئة العمرية ما بين الخامسة والعشرين والرابعة والأربعين عاماً، ونسبة 20.6% كانت ما بين الخامسة والأربعين والرابعة والستين، ونسبة 15.1% كانت ضمن فئة الخامسة والستين عاماً فما فوق. يوجد لكل 100 أنثى 89.7 ذكر، ويوجد لكل 100 أنثى في الثامنة عشر من عمرها فما فوق 81.8 ذكر.
بلغ متوسط دخل الأسرة في المدينة 26,379 دولارًا، أما متوسط دخل العائلة فبلغ 35,568 دولارًا. وكان متوسط دخل الذكور 28,438 دولارًا مقابل 18,958 دولارًا للإناث. وسجل دخل الفرد الخاص بالمدينة 14,270 دولارًا. وكانت نسبة 15.5% من العائلات ونسبة 16% من السكان تحت خط الفقر، وكان من هؤلاء نسبة 20.2% تحت سن الثامنة عشر ونسبة 20.4% في الخامسة والستين من العمر وما فوق.

### تعداد عام 2010
بلغ عدد سكان ترينيداد 886 نسمة بحسب تعداد عام 2010، وبلغ عدد الأسر 366 أسرة وعدد العائلات 239 عائلة مقيمة في المدينة. في حين سجلت الكثافة السكانية 22.6 نسمة لكل كيلومتر مربع (58.5/ميل2). وبلغ عدد الوحدات السكنية 448 وحدة بمتوسط كثافة قدره 11.4 لكل كيلومتر مربع (29.5/ميل2).
وتوزع التركيب العرقي للمدينة بنسبة 77.99% من البيض و15.91% من الأمريكيين الأفارقة و0.79% من الأمريكيين الأصليين و2.71% من الأعراق الأخرى و2.60% من عرقين مختلطين أو أكثر و5.42% من الهسبانيون أو اللاتينيون من أي عرق.
بلغ عدد الأسر 366 أسرة كانت نسبة 31.4% منها لديها أطفال تحت سن الثامنة عشر تعيش معهم، وبلغت نسبة الأزواج القاطنين مع بعضهم البعض 41.3% من أصل المجموع الكلي للأسر، ونسبة 18.3% من الأسر كان لديها معيلات من الإناث دون وجود شريك، بينما كانت نسبة 5.7% من الأسر لديها معيلون من الذكور دون وجود شريكة وكانت نسبة 34.7% من غير العائلات. تألفت نسبة 29.2% من أصل جميع الأسر من عدة أفراد يعيشون في نفس المنزل ونسبة 13.4% كانت تتألف من شخص يعيش بمفرده يبلغ من العمر 65 عاماً أو أكثر. وبلغ متوسط حجم الأسرة المعيشية 2.42، أما متوسط حجم العائلات فبلغ 2.96.
بلغ العمر الوسطي للسكان 41.4 عاماً. وكانت نسبة 23.1% من القاطنين تحت سن الثامنة عشر، وكانت نسبة 9.9% بين الثامنة عشر والرابعة والعشرين عاماً، ونسبة 22.5% كانت واقعةً في الفئة العمرية ما بين الخامسة والعشرين والرابعة والأربعين عاماً، ونسبة 26.1% كانت ما بين الخامسة والأربعين والرابعة والستين، ونسبة 18.4% كانت ضمن فئة الخامسة والستين عاماً فما فوق. وتوزع التركيب الجنسي للسكان بنسبة 46.7% ذكور و53.3% إناث.